# Martuni (Provinz)

Lage Martunis in der Republik Arzach

Martuni (armenisch Մարտունի, russisch Мартунин, auch Martouni) war eine Provinz der international nicht anerkannten Republik Arzach, Hauptstadt war Martuni. Die Provinz wurde 1991 im Zuge der offiziellen Auflösung der Autonomen Oblast Bergkarabach vom aserbaidschanischen Parlament mit der Provinz Hadrut zum Bezirk Xocavənd zusammengelegt, durch den Konflikt wurde dies jedoch zunächst nicht umgesetzt. Nach der Besetzung umliegender Gebiete durch die armenische Armee 1993 verwaltete die Provinz auch Teile der aserbaidschanischen Bezirke Füzuli und Ağdam, während ein Teil der Provinz seitdem von der aserbaidschanischen Armee besetzt wird. Mit einer Offensive 2023 hat Aserbaidschan die Kontrolle über Bergkarabach vollständig zurückgewonnen, womit die Provinz nicht mehr besteht.

## Geografie

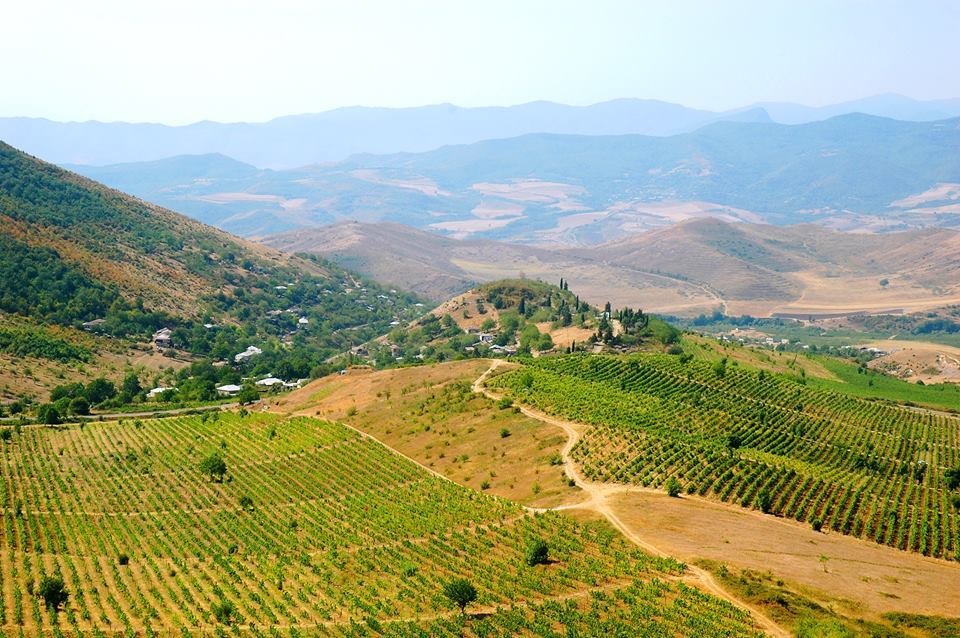
Dorf Sos im Karabachgebirge

Die Provinz hatte 2005 laut der Republik Arzach eine Fläche von 951,2 Quadratkilometer, ihre Hauptstadt ist Martuni. Sie erstreckt sich auf den östlichen Ausläufern des Karabachgebirges in Richtung der Kura-Aras-Tiefebene. Der größte Fluss ist der Kandalan im Süden an der Grenze zur Provinz Hadrut. Aus aserbaidschanischer Sicht grenzt hier der andere Teil des Rayon Xocavənd an sowie der Rayon Füzuli. Im Westen und Norden befindet sich die Provinz Askeran, aserbaidschanisch die Bezirke Xocalı und Ağdam, um im Osten die Waffenstillstandslinie und dahinter aserbaidschanische Bezirk Ağcabədi.

## Geschichte

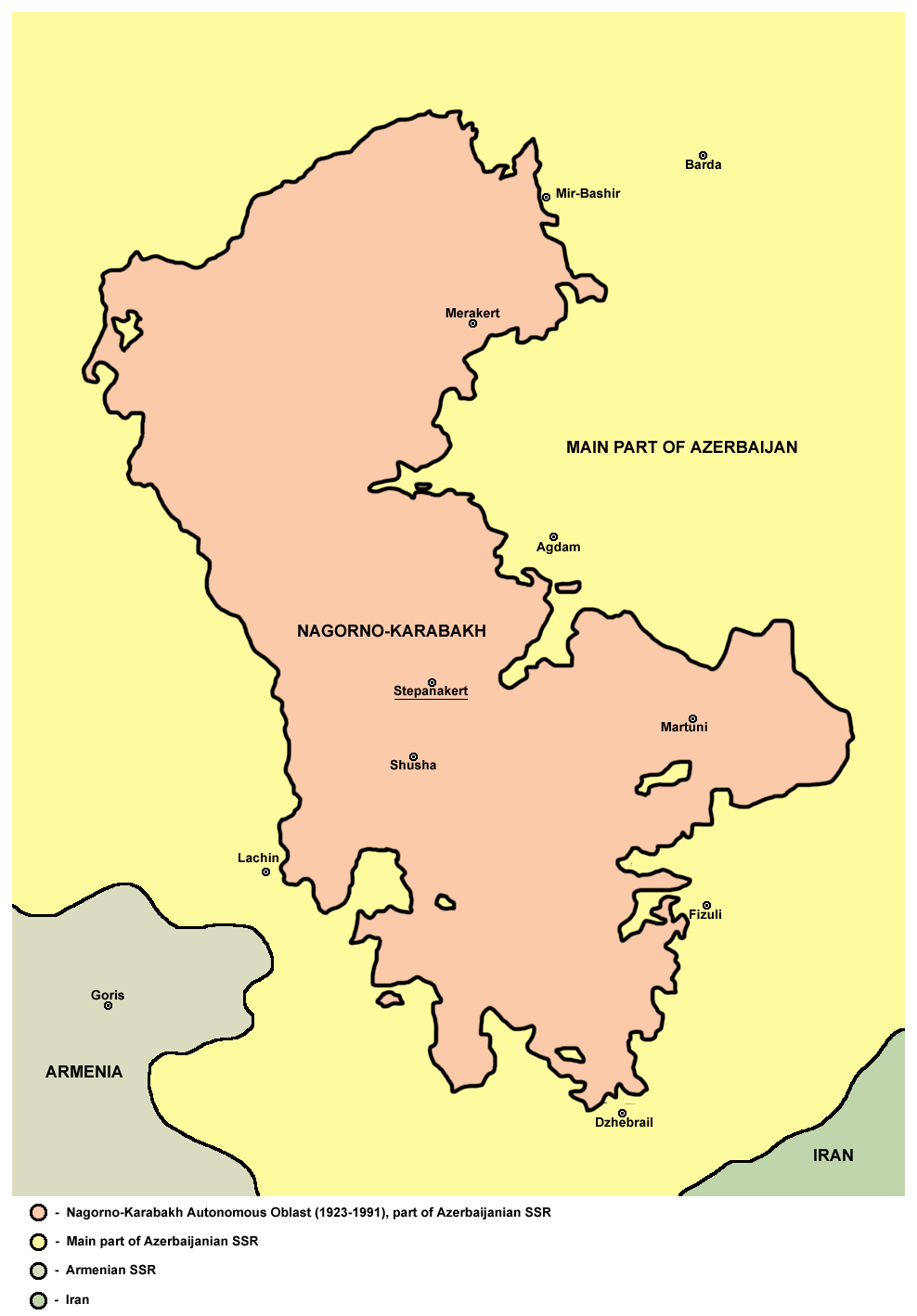
Die Verwaltungseinheit Rayon Martuni, Vorgänger der Provinz Martuni, im Südosten der Autonomen Oblast Bergkarabach in Violett.

Das Gebiet im Zentrum der Region Bergkarabach war im Laufe seiner Geschichte Teil vieler armenischer Herrschaftsgebiete und stand seit dem 7. Jahrhundert häufig unter der Vorherrschaft islamischer Staaten. Schließlich war es Teil des Meliktums Waranda, das im 18. Jahrhundert in das Khanat Karabach eingegliedert wurde. Das Khanat wurde im 19. Jahrhundert Teil des Russischen Reiches und in diesem aufgelöst. Nach der Oktoberrevolution und der Unabhängigkeitserklärung der Staaten südlich des Kaukasus war die Region zwischen der Republik Armenien und der Republik Aserbaidschan umstritten und umkämpft. Nach Eingliederung beider Staaten in die Sowjetunion fiel das Gebiet an die Aserbaidschanische SSR, in dem das vorrangig armenisch besiedelte Gebiet zum Autonomen Oblast Bergkarabach kam.
Nachdem sich in den 1980er Jahren der Bergkarabachkonflikt zwischen Armeniern und Aserbaidschanern sowie der Aserbaidschanischen SSR verschärft hatten, erklärte Bergkarabach während des Zusammenbruchs der Sowjetunion 1991 die Unabhängigkeit und es kam zu einem offenen Krieg, in dem Armenien Bergkarabach unterstützte. Die Republik Bergkarabach beziehungsweise die armenische Armee konnten sich behaupten. Die aserbaidschanische Bevölkerung floh. Die Provinz Martuni ging aus dem Rayon Martuni der Autonomen Oblast hervor. 1991 wurde dieser im Zuge der offiziellen Auflösung der Autonomie vom aserbaidschanischen Parlament mit dem Rayon Hadrut zum Bezirk Xocavənd zusammengelegt, was durch den Krieg jedoch nicht umgesetzt wurde. Nach der Besetzung von südlich und nördlich der Provinz gelegenen Teile Aserbaidschans verwaltete die Provinz auch Teile der aserbaidschanischen Bezirke Füzuli und Ağdam. Im Laufe des Oktobers und Anfang November 2020 wurden südliche Teile der Provinz und der Bezirk Füzuli im Krieg um Bergkarabach von aserbaidschanischen Truppen erobert und im Zuge des anschließenden Waffenstillstands auch der Bezirk Ağdam an Aserbaidschan übergeben. Mit einer Offensive im September 2023 hat Aserbaidschan die Kontrolle über Bergkarabach vollständig zurückgewonnen und die Republik Arzach zur Kapitulation gezwungen. Mit der Auflösung der Strukturen der Republik Arzach endete auch das Bestehen der Provinz Martuni.

## Ortschaften und Einwohner
Die Provinz hatte eine Fläche von 951,2 Quadratkilometer und laut dem Zensus von Bergkarabach von 2005 23 157 Einwohner bei 24,35 Einwohnern pro Quadratkilometer. In der Provinz lag eine Stadt, ein größerer Ort und 34 Gemeinden. Der Zensus von 2015 gab 24.300 Einwohner an, davon 10.200 in drei Stadtgemeinden und 14.100 in 32 Landgemeinden. In der folgenden Tabelle sind alle Gemeinden laut dem Zensus aus dem Jahr 2005 geführt, die bereits seit 2020 von Aserbaidschan kontrollierten Gemeinden sind kursiv geschrieben.
| Armenischer Name (zugeh. Ortsteile)          | in armenischer Schrift | Aserbaidschanischer Name | Einwohner nach Zensus 2005 | Koordinaten |
| -------------------------------------------- | ---------------------- | ------------------------ | -------------------------- | ----------- |
| Martuni (Kakawadsor, Kadschawan)             | Մարտունի               | Xocavənd                 | 5007                       | Lage        |
| Aschan                                       | Աշան                   | Heşan                    | 588                        | Lage        |
| Awdur                                        | Ավդուռ                 |                          | 151                        | Lage        |
| Berdaschen                                   | Բերդաշեն               | Qarakənd                 | 1498                       | Lage        |
| Gischi                                       | Գիշի                   | Kiş                      | 1234                       | Lage        |
| Jemischchan                                  | Եմիշճան                | Yemişcan                 | 194                        | Lage        |
| Sardanaschen                                 | Զարդանաշեն             | Zərdanaşen               | 95                         | Lage        |
| Taghaward                                    | Թաղավարդ               | Tağaverd                 | 1315                       | Lage        |
| Cherchan                                     | Խերխան                 | Xərxan                   | 111                        | Lage        |
| Chnuschinak                                  | Խնուշինակ              | Xanoba                   | 664                        | Lage        |
| Zowategh                                     | Ծովատեղ                | Zavadıx                  | 151                        | Lage        |
| Kagharzi                                     | Կաղարծի                | Qağartsi                 | 337                        | Lage        |
| Karmir Schuka (Sghtoraschen)                 | Կարմիր Շուկա           | Qırmızı Bazar            | 945                        | Lage        |
| Kolchosaschen                                | Կոլխոզաշեն             | Arpadüzü                 | 309                        | Lage        |
| Haghorti                                     | Հաղորտի                | Kəndxurd                 | 231                        | Lage        |
| Hazi                                         | Հացի                   | Çörəkli                  | 234                        | Lage        |
| Herher                                       | Հերհեր                 | Qarqar                   | 577                        | Lage        |
| Ghawachan                                    | Ղավախան                | Gavahın                  | 124                        | Lage        |
| Ghuse Tschartar                              |                        |                          | 1738                       |             |
| Tschartar                                    | Ճարտար                 | Çartar                   | 2213                       | Lage        |
| Matschkalaschen                              | Մաճկալաշեն             | Cütcü                    | 593                        | Lage        |
| Miruschen                                    | Միրուշեն               | Mirikend                 | 200                        | Lage        |
| Msmna                                        | Մսմնա                  | Ağbulaq                  | 71                         | Lage        |
| Muschkapat                                   | Մուշկապատ              | Müşkapat                 | 351                        | Lage        |
| Nngi                                         | Ննգի                   | Cəmiyyət                 | 374                        | Lage        |
| Norschen                                     | Նորշեն                 | Yenikənd                 | 372                        | Lage        |
| Schecher                                     | Շեխեր                  | Şexer                    | 408                        | Lage        |
| Parawatumb                                   | Պառավաթումբ            | Qarıtəpə                 | 171                        | Lage        |
| Sargsaschen                                  | Սարգսաշեն              | Çağadüz                  | 264                        | Lage        |
| Sos                                          | Սոս                    |                          | 1016                       | Lage        |
| Spitakaschen                                 | Սպիտակաշեն             | Ağkənd                   | 437                        | Lage        |
| Karahundsch                                  | Քարահունջ              | Qarazəmi                 | 178                        | Lage        |
| Kert                                         | Քերթ                   | Quzumkənd                | 567                        | Lage        |
| Dschiwani                                    | Ջիվանի                 | Qacar                    | 143                        | Lage        |
| Waranda                                      | Վարանդա                | Qaradağlı                | 70                         | Lage        |
| Wasgenaschen                                 | Վազգենաշեն             | Gülablı                  | 226                        | Lage        |
| Karte mit allen Koordinaten : OSM \| WikiMap |                        |                          |                            |             |